# Maaveshi
Maaveshi est une petite île inhabitée des Maldives.

## Géographie
Maaveshi est située au Sud des Maldives, au Sud-Ouest de l'atoll Hadhdhunmathi, dans la subdivision de Laamu.